# Fryderyk za najlepszy album polski za granicą
Laureaci i nominowani do Nagrody Akademii Fonograficznej Fryderyk w kategorii najlepszy album polski za granicą.

## Lata 2012–2022
| Rok  | Laureat | Nominowani |
| ---- | --- | --- |
| 2012 | Grażyna Bacewicz – II Sonata fortepianowa, Kwintety fortepianowe I&II – Krystian Zimerman, Kaja Danczowska, Agata Szymczewska, Ryszard Groblewski, Rafał Kwiatkowski | - Górecki – The Three String Quartets – Royal String Quartet - Gioia! – Aleksandra Kurzak - Slavic Heroes – Mariusz Kwiecień - Penderecki – Viola Concerto, Cello Concerto No. 2 – Grigori Zhislin, Tatjana Vassiljeva, Orkiestra Symfoniczna Filharmonii Narodowej pod dyr. Antoniego Wita |
| 2013 | nie było nagrody | - Debussy – Szymanowski – Rafał Blechacz - Henryk Mikołaj Górecki – Concerto-Cantata, Małe requiem dla pewnej Polki, Koncert na klawesyn (wersja na fortepian), Trzy tańce – Orkiestra Symfoniczna Filharmonii Narodowej, Anna Górecka – fortepian, Carol Wincenc – flet - Krzysztof Penderecki – Fonogrammi, Koncert na róg, Partita, Przebudzenie Jakuba, Anaklasis, De natura sonoris – Orkiestra Symfoniczna Filharmonii Narodowej, Urszula Janik – flet, Jennifer Montone – róg, Elżbieta Stefańska – klawesyn - Seven Angels. Teresa Kamińska, Marek Toporowski – Teresa Kamińska – wiolonczela, Marek Toporowski – organy |
| 2014 | Chopin: Polonezy – Rafał Blechacz | - Bel Raggio – Aleksandra Kurzak, Sinfonia Varsovia, Warszawski Chór Kameralny pod dyr. Piera Giorgia Morandego - Dobrzyński – Uwertura do opery Monbar, czyli Flibustierowie, Koncert As-dur na fortepian i orkiestrę, Symfonia c-moll nr 2 Charakterystyczna – Emilian Madey – fortepian i Polska Orkiestra Radiowa pod dyrekcją Łukasza Borowicza - Penderecki & Lutosławski: String Quartets – Royal String Quartet - Twoim jest serce me – Piotr Beczała i Royal Philharmonic Orchestra pod dyrekcją Łukasza Borowicza |
| 2015 | Grażyna Bacewicz: Symphony for String Orchestra – Ewa Kupiec – fortepian i Capella Bydgostiensis pod dyr. Mariusza Smolija                                           | - A Tribute to Krzysztof Penderecki – Threnody, Duo Concertante, Concerto Grosso, Credo – Anne-Sophie Mutter, Daniel Müller-Schott, Roman Patkoló, Arto Noras, Ivan Monighetti oraz Orkiestra Sinfonia Varsovia i Chór Filharmonii Narodowej pod dyr. Charlesa Dutoita, Walerija Giergijewa i Krzysztofa Urbańskiego - Agata Zubel – Not I – Agata Zubel i Klangforum Wien pod dyr. Clementa Powera |
| 2016 | Lutosławski: Piano Concerto, Symphony No. 2 – Krystian Zimerman i Berliner Philharmoniker pod dyr. Simona Rattle                                                     | - Grażyna Bacewicz: Complete String Quartets. Volume 1 – Lutosławski Quartet: Jakub Jakowicz (I skrzypce), Marcin Markowicz (II skrzypce), Artur Rozmysłowicz (altówka), Maciej Młodawski (wiolonczela) - Mieczysław Weinberg: Concertino op. 42 für Violine & Streichorchester – Ewelina Nowicka (skrzypce) i Orkiestra Kameralna Polskiego Radia Amadeus pod dyrekcją Agnieszki Duczmal i Anny Duczmal-Mróz - Piotr Beczała – The French Collection – Piotr Beczała i Orchestre del’Opéra National de Lyon pod dyr. Alaina Altinoglu, Diana Damrau - Szymański, Mykietyn – Music for String Quartet – Royal String Quartet     |
| 2017 | Grażyna Bacewicz: Complete String Quartets – Kwartet Śląski | - Marian Sawa: Complete Violin Music – Jolanta Sosnowska – skrzypce, Maria Gabryś – fortepian, Marietta Kruzel-Sosnowska – organy - Oriental Trumpet Concertos – Gábor Boldoczki i Sinfonietta Cracovia pod dyrekcją Jerzego Dybała |
| 2018 | Franz Schubert: Piano Sonatas D 959 & D 960 – Krystian Zimerman | - Edvard Grieg: String Quartets 1 & 2; Fugue EG 114 – Meccore String Quartet - Erich Wolfgang Korngold: Symphonic Serenade op. 39, Sextet op. 10 – NFM Orkiestra Leopoldinum, Hartmut Rohde, Christian Danowicz - Feliks Nowowiejski: Quo Vadis – Wioletta Chodowicz, Robert Gierlach, Wojciech Gierlach, Sławomir Kamiński, Orkiestra Filharmonii Poznańskiej, Chór Opery i Filharmonii Podlaskiej pod dyr. Łukasza Borowicza, Violetta Bielecka - Johann Sebastian Bach – Rafał Blechacz - Karol Szymanowski: Piano Music – Barbara Karaśkiewicz                                                                               |
| 2019 | Leonard Bernstein: Symphony No. 2 „The Age of Anxiety” – Krystian Zimerman, Berliner Philharmoniker, dyr. Simon Rattle                                               | - Anima Sacra – Jakub Józef Orliński, Il Pomo d’Oro, Maksim Jemieljanyczew - Anne-Sophie Mutter – Hommage à Penderecki – Anne-Sophie Mutter, Lambert Orkis, Roman Patkoló, London Symphony Orchestra, dyr. Krzysztof Penderecki - Arvo Pärt: The Symphonies – NFM Filharmonia Wrocławska, dyr. Tõnu Kaljuste - Grażyna Bacewicz. The Two Piano Quintets. Quartet for Four Violins. Quartet for Four Cellos – Silesian Quartet and Friends (Wojciech Świtała, Krzysztof Lasoń, Małgorzata Wasiucionek, Polish Cello Quartet) |
| 2020 | Fauré, Debussy, Szymanowski, Chopin – Rafał Blechacz & Bomsori Kim                                                                                                   | - Facce d’amore – Jakub Józef Orliński, Il Pomo d’Oro pod dyr. Maksima Jemieljanyczewa - Concerto grosso – Émigré to British Isles – {oh!} Orkiestra Historyczna pod kierownictwem Martyny Pastuszki - Portrait of a Lover – Maciej Frąckiewicz - String Quartets – Poland Abroad – Polish String Quartet Berlin |
| 2021 | Desire – Aleksandra Kurzak, Morphing Chamber Orchestra, dyr. Frédéric Chaslin                                                                                        | - 20th Century Polish Chamber Music – Barbara Karaśkiewicz, Magdalena Ziarkowska-Kołacka, Sergei Rysanov - Agata Zubel: Cleopatra’s Songs – Agata Zubel, Katarzyna Duda, Klangforum Wien, Ensemble intercontemporain, Orkiestra Muzyki Nowej, dyr. Johannes Kalitzke, Guillaume Bourgogne, Szymon Bywalec - Bach: Goldberg Variations – Marcin Świątkiewicz - Wizlav von Rügen: Complete Songs – Ensemble Peregrina, dyr. Agnieszka Budzińska-Bennett |
| 2022 | „Beethoven: Complete Piano Concertos” - Krystian Zimerman i London Symphony Orchestra pod dyrekcją Simona Rattle                                                     | - „Anima Aeterna” - Jakub Józef Orliński, Fatma Said i Il Pomo D’oro pod dyrekcją Francesco Corti - „Chopin – Bruce Liu” - Bruce Liu - „Penderecki – Complete Quartets” - Kwartet Śląski i Piotr Szymyślik - „Phoenix” - Janusz Wawrowski i Royal Philharmonic Orchestra pod dyrekcją Grzegorza Nowaka |